# رود اندروز
رود اندروز هو قسيس كندي، ولد في 11 نوفمبر 1940.